# حكنو حجيت
حكنو حجيت ، هي ملكة مصرية قديمة غير حاكمة أو زوجة ملك من الأسرة الرابعة، وهي زوجة الملك خعفرع وقد ظهرت صورها في مقبرة ابنها الوزير سخم كا رع.
فعلى الجدار الغربي للمحراب تظهر حكنو حجيت جالسة خلف ابنها سخم كا رع، وقد صورت بحجم أكبر منه بقليل، وإحدى ذراعيها حول كتفيه. وأمامهما مشاهد تصور القوارب، النص متضرر بشدة، لكنه يصف حكنو حجيت باعتبارها المفضلة العظمى والكاهنة. وهناك جزء ظاهر من لقب يحتوي على عبارة «حبيبته».
في مشهد آخر في المقبرة حكنو حجيت وابنها يجلسان أمام مائدة قربان. وابنها يلقب بـ «ابن الملك من جسده»، «مدير القصر»، «سيد أسرار بيت الزينة»، «حائز الشرف في وجود أبيه». وألقاب حكنو حجيت هي «الحائزة على الشرف»، «من ترى حور وست»، «كاهنة [..]».
و وفقاً لعالم الآثار غرايتزكي كانت هذه الملكة تحمل ألقاب:
- عظيمة الصولجان حتس (المفضلة)
- من ترى حور وست.
- زوجة الملك.
- زوجة الملك وحبيبته
- كاهنة بابف.[3]